# Compagnie d'ordonnance
Le Compagnies d'ordonnance furono il primo esercito permanente della Francia tardo medievale. Ogni compagnia consisteva di 100 lance di sei uomini ciascuna, costruite attorno a un gendarme pesantemente armato e corazzato (cavaliere pesante), assistito da paggi o scudieri, arcieri e uomini d'armi, per un totale di 600 uomini. Le compagnies erano comandate da capitani designati direttamente dalla Corona.
Le Compagnies d'ordonnance furono istituite da Carlo VII tra il 1439 e il 1445. Nel 1445, la Francia aveva 15 compagnie, per un esercito complessivo di 9.000 uomini, di cui 6.000 combattenti e 3.000 non combattenti. Nel corso del XV secolo, le Compagnies d'ordonnance si espansero fino a raggiungere il picco di 58 compagnie di 4.000 lance e 24.000 uomini nel 1483. Furono successivamente integrate dalle bandes d'artillerie e dalla milizia dei francs-archers, forza scelta di fanteria arruolata mediante coscrizione.